# Jersey Village
Jersey Village est une ville située au centre du comté de Harris  au Texas, aux États-Unis,. La ville fait partie de la région métropolitaine du Greater Houston.

## Démographie
Lors du recensement de 2010, la ville comptait une population de 7 620 habitants. Elle est estimée, en 2016, à 7 892 habitants.

### Source de la traduction
- (en) Cet article est partiellement ou en totalité issu de l’article de Wikipédia en anglais intitulé « Jersey Village, Texas » (voir la liste des auteurs).